# Ewing (Kentucky)
Ewing – miasto w Stanach Zjednoczonych, w stanie Kentucky, w hrabstwie Fleming.